# フランシス・スティーブン・ケーリ
フランシス・スティーブン・ケーリ（Francis Stephen Cary、1808年5月10日 – 1880年1月6日）はイギリスの画家である。主に人物画を描いた。ロンドンにヘンリー・サスによって作られた美術学校を、引き継いで運営した。

## 略歴
ウォリックシャーの Kingsburyで生まれた。父親はその地の教区牧師で、ダンテの『神曲』の翻訳出版をしたことで知られるヘンリー・フランシス・ケーリである。兄のヘンリーは判事になり、後に父親の回顧録を執筆した。
父親らから家庭で教育を受けた後、ロイヤル・アカデミー・オブ・アーツの美術学校のための予備学校として画家のヘンリー・サスが設立したロンドンの美術学校で学んだ 。その後、ロイヤル・アカデミーで学び、人物画を得意とするトーマス・ローレンスの教室に入ったが、程なくローレンスは亡くなってしまい指導は受けられなかったとされる。
1829年にパリへ、その後イタリアで修業した。ミュンヘン美術院でも学んだ。1833年、1834年、1836年には父親と外国を旅した。イギリス王立芸術家協会(Royal Society of British Artists)の展覧会に出展し、1837年から1876年の間にロイヤル・アカデミーの展覧会に35点の作品を出展した。父親と有名な文学者とのつながりから多くの文学者の肖像画を描き、代表作にはメアリー・ラムとチャールズ・ラムの姉弟の肖像画がある.。
1841年に結婚した。1842年に自らが学んだサスの美術学校の校長になりサスの没後も運営を引き継いだ。1874年に引退してサリーのAbingerに移り、Abingeで死去した。

## 作品

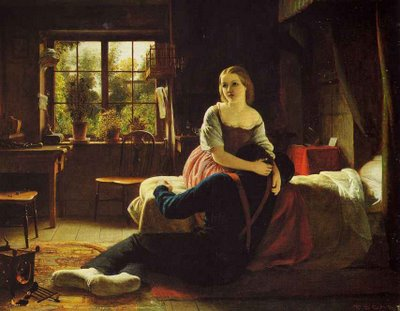
慰め
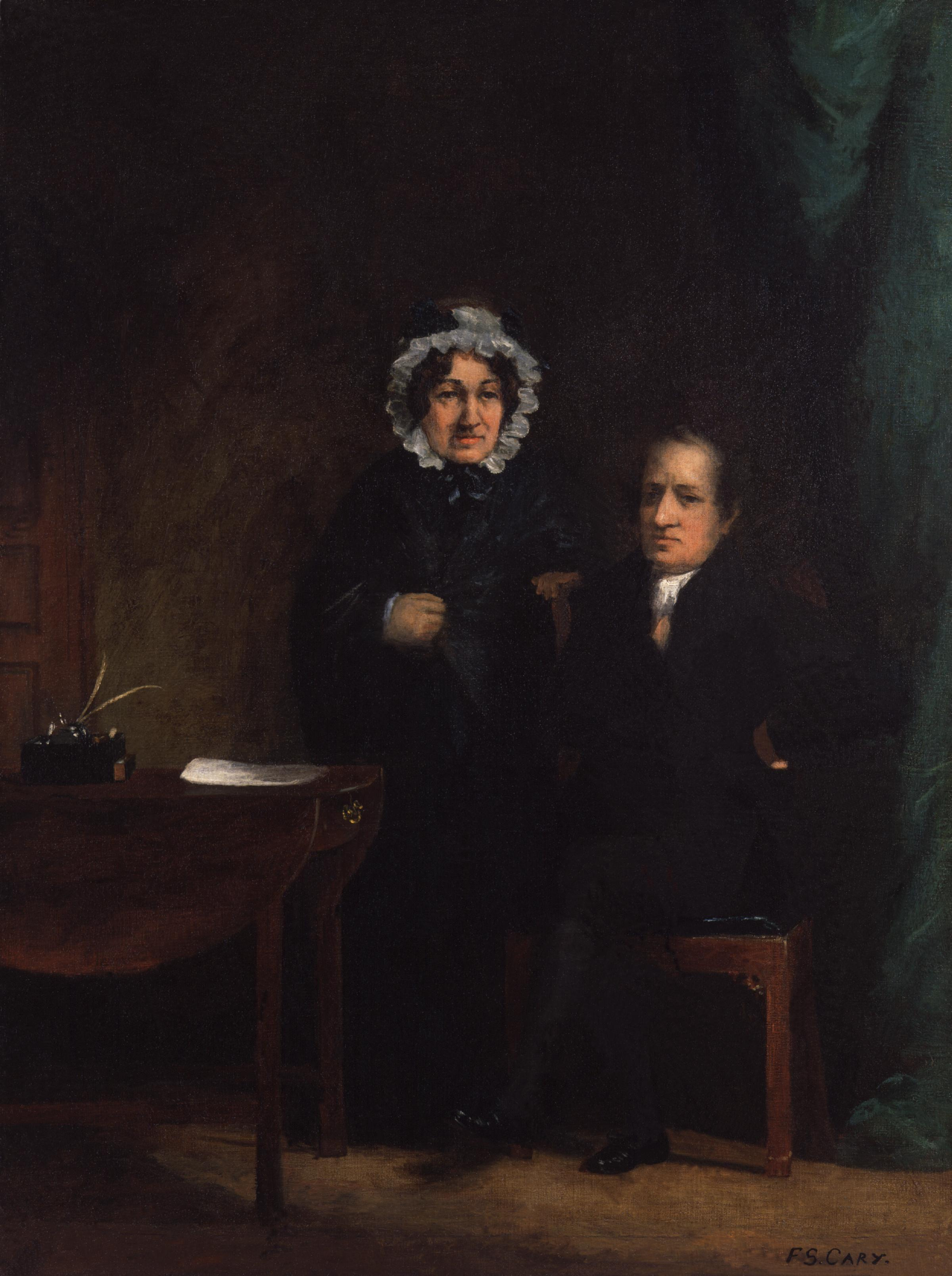
メアリー・ラムとチャールズ・ラム